# Карлино
Карлино (пољ. Karlino) је град у Пољској у Војводству Западно Поморје у Повјату бјалогардском. По подацима из 2012. године број становника у месту је био 6005.

## Становништво
Према прелиминарним подацима са пописа, у граду је 2011. живело 6.036 становника.
| 2002. | 2011. | 2012. |
| ----- | ----- | ----- |
| 5.789 | 6.036 | 6.005 |

## Партнерски градови
- Волгаст
- Даргун
- Skælskør